# Marcel·lí Garriga i Cristià
Marcel·lí Garriga i Cristià (Vilanova i la Geltrú, 11 de juny de 1916 - 8 de desembre de 2009) va ser un soldat català supervivent del Camp de concentració de Buchenwald.
Garriga va néixer al barri de Mar de Vilanova el juny de 1916. De jove era conegut com el "noi de Can Rebel". Va participar en la batalla de l'Ebre i va acabar exiliat a França on, durant la Segona Guerra Mundial, l'exèrcit alemany el va acabar capturant i el va empresonar al camp de concentració de Buchenwald. Allà va coincidir amb presoners francesos, alemanys i polonesos, entre els quals hi havia jueus. Garriga va aconseguir tornar a Espanya el 1947, on va ser detingut a la mateixa frontera de Portbou. Li van treure el
passaport i l'obligaren a presentar-se cada dissabte a la direcció de Policia de Barcelona.

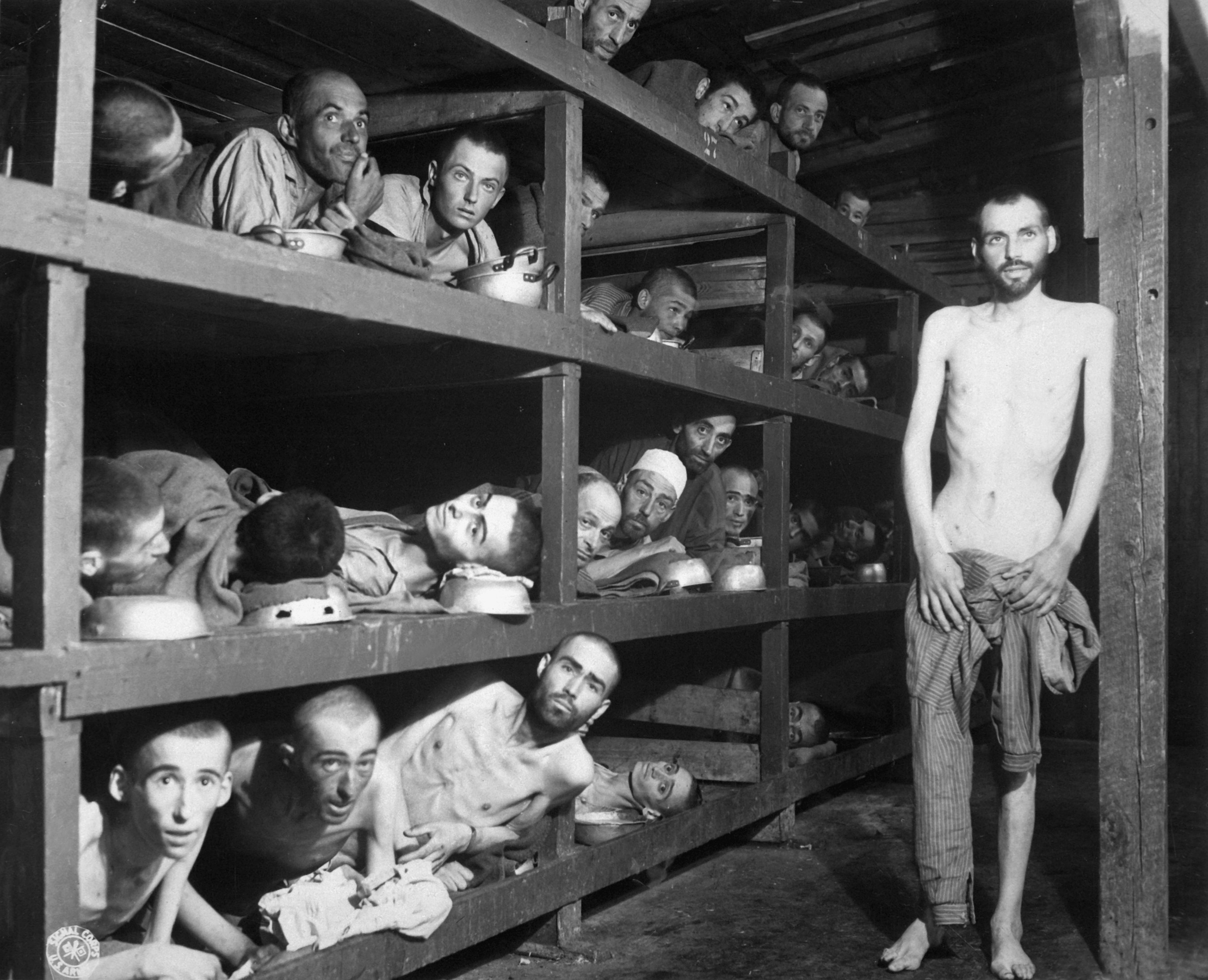
Camp de concentració nazi de Buchenwald, on estigué internat Marcel·lí Garriga, el 1945

Marcel·lí Garriga va ser membre de la Comissió de la Memòria Històrica de l'Ajuntament de Vilanova i la Geltrú i va dedicar bona part de la seva vida a treballar per la defensa de la llibertat i la justícia. Al llarg dels anys va participar en nombrosos actes per homenatjar les víctimes del feixisme, sempre amb l'esperança "d'alliçonar les noves generacions perquè no passi més", tal com havia afirmat ell mateix.
El 16 de desembre del 2001, Marcel·lí Garriga, l'únic vilanoví supervivent en aquell moment, va ser l'encarregat de destapar la placa al peu del monument de l'Escultura en Memòria de les Víctimes dels Camps d'Extermini Nazis, on figuren els noms de 16 vilanovins que van morir o van ser empresonats als camps d'extermini durant la Segona Guerra Mundial.
Marcel·lí Garriga va ser un dels trenta deportats als camps de concentració nazis que va rebre, l'octubre del 2005, el reconeixement del Govern de la Generalitat, el primer oficial, coincidint amb el 60è aniversari de l'alliberament dels camps.
A principis del 2009 Garriga va presentar Un vilanoví a Buchenwald. La defensa de la república i la deportació als camps nazis, un llibre, editat per Andana amb la col·laboració de l'Ajuntament de Vilanova i la Geltrú, el Memorial Democràtic de Catalunya i l'Amical de Mauthausen, recull la seva experiència en el camp de concentració. Amb motiu de la presentació, Marcel·lí Garriga va rebre el 28 de febrer d'aquell mateix any un homenatge al Museu d'Història de Catalunya.
L'octubre de 2013 el seu fill, Enric Garriga Elies, fou escollit com a president de l'associació Amical de Mauthausen.